# Rosario Trabanco
Rosario Trabanco (Gijón, 1903-enero de 1985) fue una actriz de teatro española. Una calle de su ciudad natal lleva su nombre.

## Trayectoria
Nació en Gijón en 1903. A los 17 años, se inició en el grupo teatral La Constancia formado principalmente por trabajadoras de la Fábrica de Tabacos. Después se integró en la Asociación Popular de Cultura e Higiene. Como actriz tenía una vis cómica, por lo que llegó a comparársela con Lina Morgan. Se convirtió en un personaje popular en Gijón en plena posguerra.
Actuó con la Compañía Asturiana de Comedias, haciendo dúo José Manuel Rodríguez, donde también actuaba Donorino García o interpretaban temas musicales El Presi y Antonio Medio. Con esta compañía, representó obras en bable de dramaturgos regionales como Pachín de Melás, Eladio Verde, Arturo Arias o Pepe Delestal por los pueblos de Asturias.
Junto con Manolo Llaneza, interpretó un papel sonoro en la emisora local EAJ 34-Radio en los años 40 del siglo XX. En 1952 pasó a formar parte de la compañía de teatro Les Mariñanes bajo la dirección de César Ordieres. En 1954 llevó su humor localista a Cuba, Puerto Rico, México y Argentina, donde fue bien recibida entre los asturianos emigrados. A su vuelta a Asturias, formó su propia compañía de teatro para seguir trabajando con temática costumbrista, y la mantuvo hasta 1966.
Dejó los escenarios en 1968. Falleció en enero de 1985.

## Reconocimientos
El 11 de agosto de 1998, el Ayuntamiento de Gijón nombró una calle en el barrio de El Llano de Gijón como Rosario Trabanco. En el año 2000, María Elisa Álvarez y Lisardo Suárez fundaron un grupo de teatro costumbrista que lleva su nombre.
En 2016, el diario La Nueva España condecoró a Trabanco con la medalla de la Virgen. Ese mismo año, el bar Sport de Oviedo la reconoció con el "tayuelu" de plata.